# ژوزه جووانی
ژوزه جووانی (فرانسوی: José Giovanni‎؛ ۲۲ ژوئن ۱۹۲۳ – ۲۴ آوریل ۲۰۰۴)، با نام اصلی ژوزف دامیانی، نویسنده و کارگردان فیلم اهل سوئیس بود. وی دانش‌آموختهٔ کالج ستانیسلاس دو پاریس بود.
از فیلم‌هایی که وی در ساخت آن مشارکت داشته‌است، می‌توان به حفره و نفس دوباره، پوست یک جاسوس را کندن، ماجراجویان، کولی، بومرنگ و دو مرد در شهر اشاره نمود.

## زندگی‌نامه مختصر
ژوزه جووانی که در پاریس از والدین اهل کرس، بارته‌لمی دامیانی و امیلی سانتولینی، صاحبان دو هتل در پایتخت متولد شده بود، به دلیل دوستی دیرینه‌اش با سیمون سابیانی، به «حزب مردمی فرانسه» پیوست و در طول جنگ جهانی دوم به همکاری با رژیم فرانسه ویشی پرداخت. در این دوران، او مرتکب جنایاتی شد که در سال ۱۹۴۸، پس از پایان جنگ، منجر به محکومیت به اعدامش گردید. این جنایات شامل اخاذی و همدستی در قتل‌هایی بود که در دوره اشغال نازی‌ها انجام داده بود (شکنجه و قتل سه یهودی به دستور «کارلینگو»، نیروهای کمکی گشتاپو که از میان اهالی محلی جذب شده بودند، و همچنین اخاذی از تعدادی دیگر که تلاش کرده بودند در فرانسه اشغال‌شده فرار کنند، بدون آنکه مقامات بالاتر از این موضوع مطلع شوند). سپس حکم اعدام او به بیست سال کار اجباری تبدیل شد. تحت ریاست‌جمهوری رنه کوتی، در سال ۱۹۵۶، بالاخره آزاد شد. پس از بازپس‌گیری آزادی‌اش، وکیلش استفن هِکِت او را تشویق کرد تا وارد حرفه نویسندگی شود.
در دوران زندان، او با رولاند باربا (که بعدها با نام ژان کِرودی، پادشاه فرارها شناخته می‌شود) آشنا شد. روش‌های فرار او الهام‌بخش رمان حفره (Le Trou) شد که بعدها توسط کارگردان ژاک بکر به فیلمی به نام حفره در سال ۱۹۶۰ تبدیل گردید. تجربیات جنگی او همچنین منبع الهام برای آثارش قرار گرفت، اگرچه گذشته او به عنوان یک همکار با رژیم اشغالگر نازی، معمولاً پنهان می‌ماند. تنها استثنا در این زمینه فیلم «دوست خائن» (L'amico traditore) در سال ۱۹۸۸ بود.
شخصیت‌های آثار او، که از نظر احساسی، روحی و گاهی حتی جسمی دچار بحران هستند و همواره با گذشته خود درگیرند و در تلاشی برای غلبه بر غرایز وحشیانه و تمایلات خودتخریبی به سر می‌برند، با این حال به عنوان یکی از موفق‌ترین شخصیت‌ها در تاریخ داستان‌های پلیسی فرانسه (پولار) شناخته می‌شوند.

## بیشتر بخوانید
- Joseph Damiani, alias José Giovanni by Franck Lhomeau in Temps noir, la Revue des Littératures Policières N° 16, September 2013. (ISBN 978-2-910686-65-9) Éditions Joseph K. - 22 rue Geoffroy Drouet, 44000 Nantes, France